# 体積積分
体積積分(たいせきせきぶん、英: volume integral)とは、数学、特に多変数解析における用語で、3次元領域上の積分を指す。すなわち、多重積分の特殊な例である。積分の記号として∰が用いられる。
体積積分は特に物理学において多くの応用がなされており、例えば流束密度を求めることに利用される。

## 座標系ごとの表示
体積積分は直交座標系における関数{\displaystyle f(x,y,z)}を領域{\displaystyle D\subset \mathbb {R} ^{3}}で三重積分することと見なせるから、一般には以下のように表せる。
{\displaystyle \iiint _{D}f(x,y,z)\,dx\,dy\,dz.}
また円筒座標系では、以下のようになる。
{\displaystyle \iiint _{D}f(\rho ,\varphi ,z)\rho \,d\rho \,d\varphi \,dz.}
球面座標系(ISOの表記法に従い、{\displaystyle \varphi }を方位角、 {\displaystyle \theta }を極角とする。)では以下のようになる。
{\displaystyle \iiint _{D}f(r,\theta ,\varphi )r^{2}\sin \theta \,dr\,d\theta \,d\varphi .}

## 例
3変数関数{\displaystyle f(x,y,z)=1}を単位立方体上で積分すると以下のようになる。
{\displaystyle \int _{0}^{1}\int _{0}^{1}\int _{0}^{1}1\,dx\,dy\,dz=\int _{0}^{1}\int _{0}^{1}(1-0)\,dy\,dz=\int _{0}^{1}\left(1-0\right)dz=1-0=1}
単位立方体の体積が1であるという予想通りの結果が得られる。これは自明な例だが、体積積分ははるかに有用である。例えば、単位立方体の密度分布を表すスカラー密度関数を体積積分することにより、その単位立方体の質量を得ることができる。ここでは以下の密度関数を考える。
{\displaystyle {\begin{cases}f:\mathbb {R} ^{3}\to \mathbb {R} \\f:(x,y,z)\mapsto x+y+z\end{cases}}}
このような密度関数を持つ単位立方体の質量は以下で得られる。 
{\displaystyle \int _{0}^{1}\int _{0}^{1}\int _{0}^{1}(x+y+z)\,dx\,dy\,dz=\int _{0}^{1}\int _{0}^{1}\left({\frac {1}{2}}+y+z\right)dy\,dz=\int _{0}^{1}(1+z)\,dz={\frac {3}{2}}}